# Metro de Santo Domingo
El Metro de Santo Domingo es la red de ferrocarril metropolitano de la ciudad de Santo Domingo, capital de la República Dominicana. Desde la inauguración de la Línea 2 en 2013, es el sistema ferroviario metropolitano más extenso del Caribe. 
Entre 2022 y 2023, transportó a 104 millones de pasajeros anuales y, en promedio, a 285.000 pasajeros diarios.

## Historia

### Antecedentes (2004-2005)
A comienzos de 2004, el entonces presidente brasileño Lula da Silva ofreció sin éxito a su contraparte dominicana, Hipólito Mejía, la construcción de un sistema de metro en Santo Domingo.
Tras las elecciones presidenciales de ese mismo año, el presidente electo Leonel Fernández realizó una gira por Brasil en junio y anunció que su contraparte brasileña ofreció financiar la construcción con fondos del Banco Nacional de Desarrollo Económico Social (BNDES) y ejecutado en concesión por empresas brasileñas y una contrapartida para empresas locales.

### Creación de OPRET y construcción (2005-2008)
El 9 de septiembre de 2005, el Decreto No. 477-05, presentado por el presidente de la República, creó la Oficina para el Reordenamiento del Transporte (OPRET) con la finalidad de "diseñar y construir el sistema de transporte integrado rápido y masivo" de la capital dominicana.
En octubre del mismo año, comenzó la construcción de la primera línea de metro, a pesar de la oposición de algunos sectores políticos.
A fines de 2007, el gobierno creó el Cuerpo Especializado de Seguridad del Metro de Santo Domingo (Cesmet), como departamento dependiente del Ministerio de Defensa.
El 28 de diciembre de 2007, finalizó la construcción del puente que cruza el río Isabela, uniendo la zona de Villa Mella con Santo Domingo Norte. La estructura se convirtió, en ese entonces, en el puente metálico más largo del Caribe, con casi un kilómetro de largo, sostenido por siete arcos de 100 metros cada uno. Al momento del hito, el avance de construcción de rieles había llegado al 95% de avance.
En enero de 2008, llegaron los primeros tres vagones construidos por la empresa francesa Alstom al puerto de Haina Oriental en Santo Domingo. Cada vagón tenía los colores de la bandera dominicana, contaba con rampa para discapacitados y capacidad para transportar 240 personas sentadas y paradas.
El 20 de enero de 2009, Diandino Peña, entonces director de OPRET, reveló que el costo de la construcción de la primera línea hasta ese entonces era de 690 millones de dólares. Asimismo, indicó que la operación comercial del Metro estaba pautada para comenzar el 29 de ese mes.

### Inauguración de la Línea 1 (2009)
El 29 de enero de 2009 a las 17:35, y con la presencia del presidente Fernández en los controles, se inauguró la Línea 1 del Metro de Santo Domingo desde la estación terminal «Centro de los Héroes», tras una inversión entre 700 y 800 millones de dólares. No obstante, la operación comercial comenzó durante el mes siguiente con 19 trenes en servicio.

## Líneas de la red

### Línea 1
La Línea 1, con sentido norte-sur, consiste de 16 estaciones y tiene una longitud de 14,5 km. Esta línea permitió en gran medida descongestionar el eje norte-sur de Santo Domingo, el cual era uno de los de mayor congestión de tráfico de la ciudad y facilitó el desplazamiento de los habitantes de Santo Domingo Norte hacia el centro de la capital. Asimismo, las excavaciones para la construcción de esta línea del permitieron también el mejoramiento del drenaje pluvial por esas áreas.Actualmente está en construcción una extensión hasta San Felipe, o Punta de Villa Mella

### Línea 2
La Línea 2 del Metro de Santo Domingo atraviesa la ciudad de este a oeste y cuenta con una longitud de 16,6 km. Inicia su recorrido en Santo Domingo Este, en la intersección entre la Av. San Vicente de Paúl y la carretera Mella. Atraviesa el Río Ozama por el puente Francisco del Rosario Sánchez para seguir la Av. Padre Castellanos. Luego continúa el eje de la Av. John F. Kennedy, teniendo una conexión con la Línea 1 a la altura de la Av. Máximo Gómez. Actualmente, esta línea termina en la intersección de la Av. Kennedy, Av. Luperón, autopista Duarte y Av. de los Próceres.

## Presupuesto

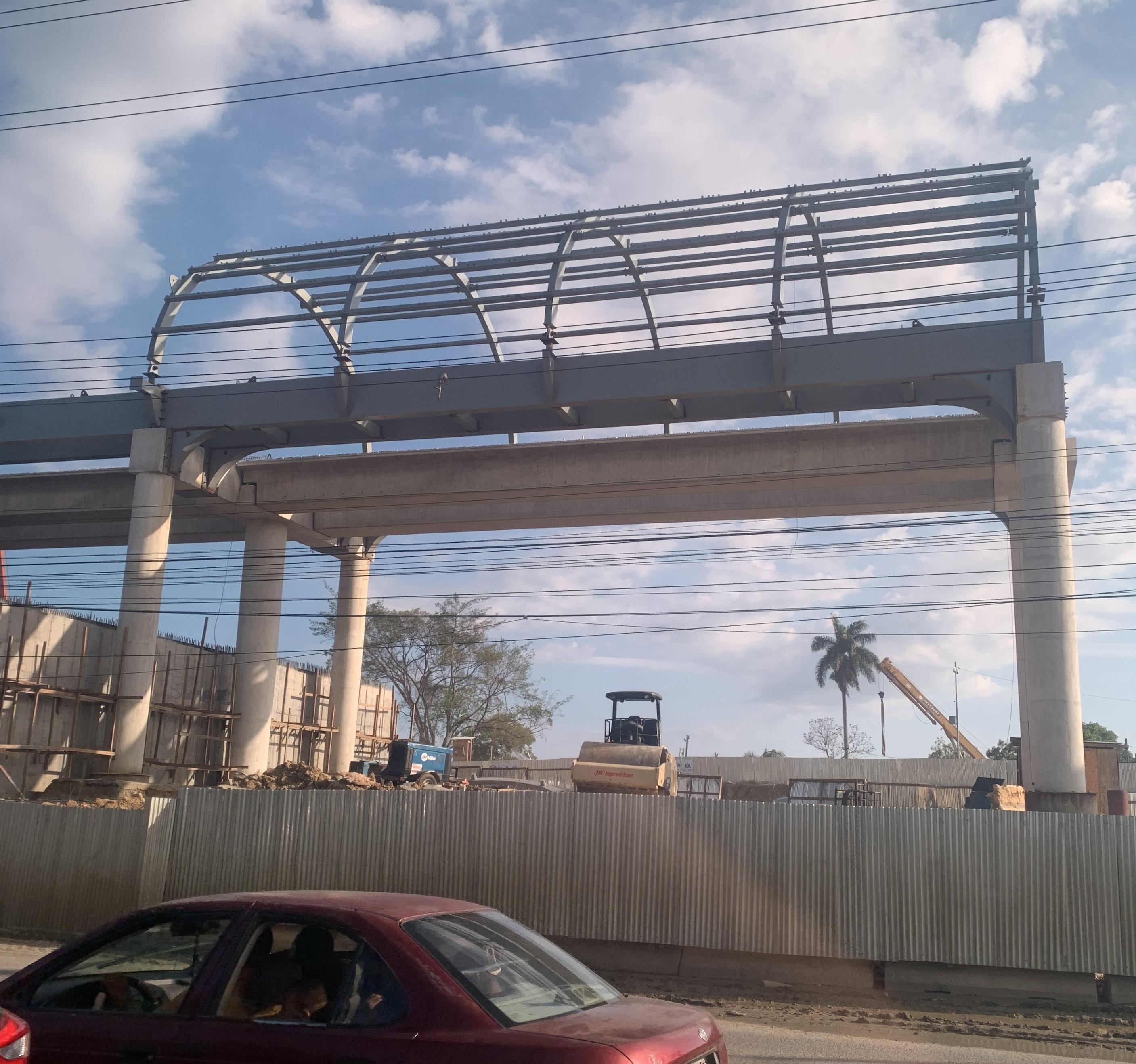
Una de las estaciones de la Línea 2C en construcción, en la autopista Duarte con Av. República de Colombia

El costo de la Línea 1 del Metro de Santo Domingo, fue de 750 millones de dólares. Mientras que el costo de la segunda línea desde la estación María Montez hasta la Concepción Bona fue de aproximadamente 2300 millones de dólares, según el gobierno. El costo de las dos líneas en total asciende a más de 3000 millones de dólares.

## Material rodante
En 2025, la flota consta de un total de 35 unidades Alstom Metrópolis 9000 de tres coches, siendo el mismo modelo presente en los metros de Barcelona, Lima, Ciudad de Panamá y Guadalajara.
Cada tren tiene capacidad para 64 pasajeros sentados y 617 de pie. Las unidades de trocha de vía estándar están equipadas con aire acondicionado, circuito cerrado de televisión y de información al pasajero. Aunque los trenes inicialmente constan de 3 coches, están habilitados para poder incorporar hasta coches adicionales. El sistema está diseñado con una capacidad para transportar más de 355 000 pasajeros diarios, presentando, por ende, un alto costo efectivo a largo plazo. Diecisiete formaciones dan servicio diario mientras otras 2 formaciones están disponibles en caso de emergencia.
A diferencia de la mayoría de los demás sistemas de tránsito rápido, el Metro de Santo Domingo no tiene un tercer riel, en su lugar recoge la electricidad por catenarias.